# Paramerina okimaculata
Paramerina okimaculata är en tvåvingeart som beskrevs av Sasa 1991. Paramerina okimaculata ingår i släktet Paramerina och familjen fjädermyggor. Inga underarter finns listade i Catalogue of Life.